# Ponda
Ponda är en ort i Indien.   Den ligger i distriktet North Goa och delstaten Goa, i den sydvästra delen av landet, 1 500 km söder om huvudstaden New Delhi. Ponda ligger 39 meter över havet och antalet invånare är 18 898.
Terrängen runt Ponda är platt åt sydväst, men åt nordost är den kuperad. Runt Ponda är det tätbefolkat, med 530 invånare per kvadratkilometer. Närmaste större samhälle är Madgaon, 15,5 km söder om Ponda. I omgivningarna runt Ponda växer huvudsakligen savannskog.